# Grüne Wiese (Cocktail)

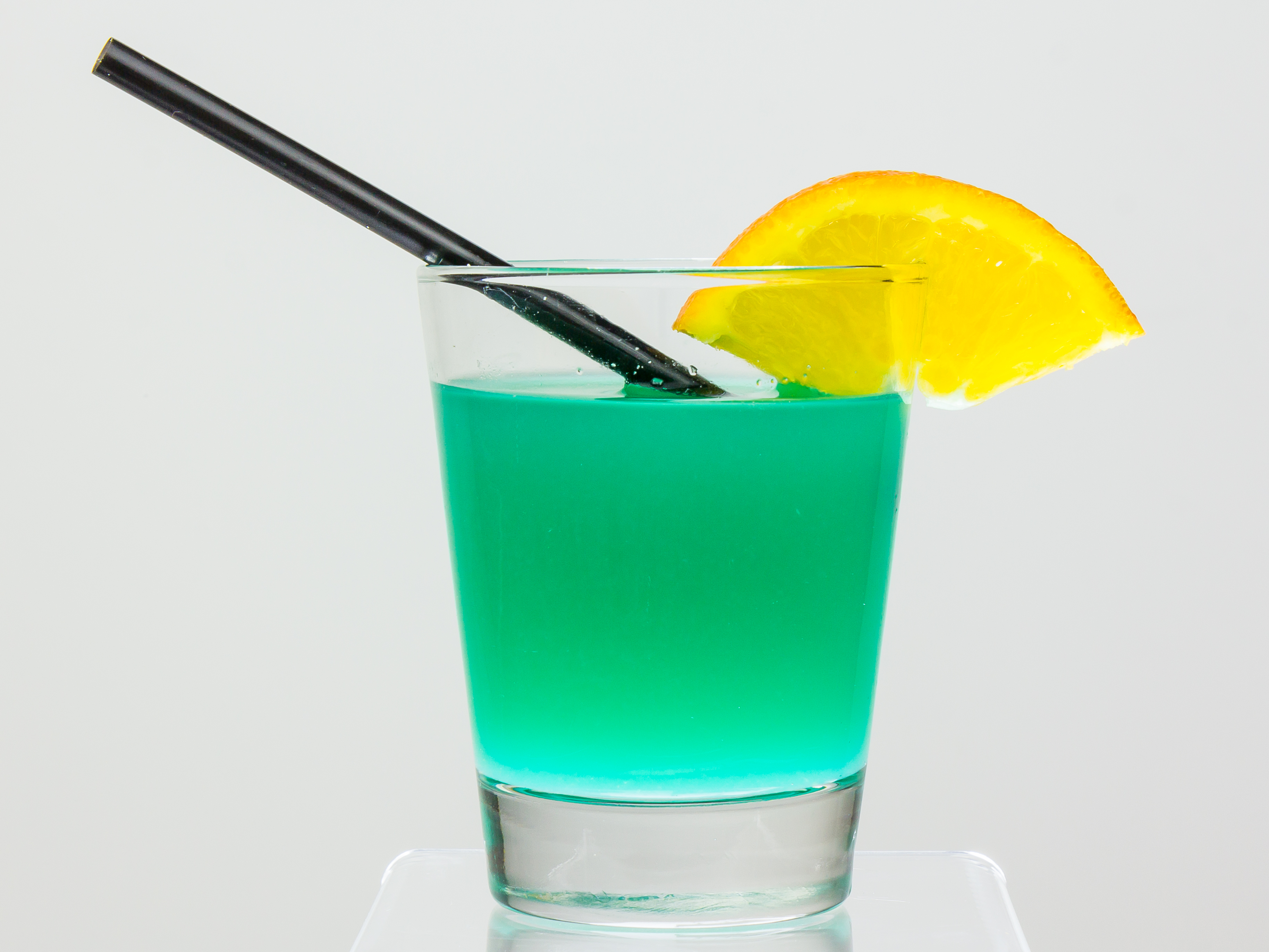
Grüne Wiese aus Blue Curaçao, Orangensaft und Sekt

Grüne Wiese (auch Grüne Witwe, Grüner Frosch oder Grüner Engel) ist ein Cocktail, der in den 1980er Jahren vor allem in der DDR als Partycocktail populär war. Noch heute wird der Longdrink z. B. im Café am Schaugarten in Waren (Müritz) unter dem Namen „Müritzwelle“ angeboten.
Der einfache Longdrink besteht aus einer Mischung von Blue Curaçao und Orangensaft, wodurch er seine grüne Farbe erhält, und wird in der Regel mit Sekt aufgefüllt, mit einem Fruchtspieß oder einer Orangenscheibe garniert und mit einem Trinkhalm serviert.

## Zutaten und Zubereitung
Die Grüne Wiese wird in der Grundversion aus einer Mischung von Blue Curacao, einem blau gefärbten Orangenlikör, und Orangensaft zubereitet. Das Mischungsverhältnis kann variieren und ist vor allem abhängig von weiteren Zutaten. In Rezepten werden zum Beispiel 4 cl Blue Curaçao mit 12 cl Orangensaft auf Eiswürfeln serviert oder je 2 cl Blue Curaçao und Orangensaft gemischt und mit 6 cl Sekt aufgefüllt. Dabei wird klassisch ein trockener Sekt der in der DDR beliebten Marke Rotkäppchen verwendet.
Wichtig ist die grüne Färbung des Cocktails, die als Mischfarbe von Blue Curaçao und Orangensaft entsteht. Wird der blaue Likör erst ganz zum Schluss vorsichtig in das Glas gegeben, sinkt er zu Boden und man erhält vor dem Umrühren einen Farbverlauf von Gelb über Grün zu Blau. Neben den Standardrezepten gibt es auch Varianten mit weiteren Zutaten, etwa mit Bananenlikör, Bananensaft oder mit Wodka.

## Bedeutung
Die grüne Wiese war, unter zahlreichen Namen, vor allem in den 1980er Jahren in der DDR und West-Berlin als Party- und Barcocktail beliebt und gilt bis heute als einer der bekanntesten typischen DDR-Cocktails. Anfangs gab es Schwierigkeiten mit dem Blue Curaçao, da in der DDR grundsätzlich nur giftige Flüssigkeiten mit blauer Farbe gekennzeichnet werden durften. Hinzu kam, dass Curaçao-Likör in der DDR in Gestattungsproduktion hergestellt wurde, sodass er nur im Intershop oder in Delikatläden erhältlich war. Als Delikat-Produkt der Marke „Zahnaer Edellikör“ wurde ein Blue Curaçao mit 30 % vol. aus dem VEB Likörfabrik Zahna (Kombinat Spirituosen, Wein und Sekt Berlin) vertrieben. Dieser soll aber trotz seines hohen Preises von 28 Mark nicht so gut gefärbt haben wie das Produkt aus dem Intershop.

## Belege
1. ↑  Grüne Wiese, Rezept von Peter Henkel auf der Webseite des Süddeutsche Zeitung Magazin; abgerufen am 15. August 2019.
2. 1 2 3  Grüne Wiese auf der Website „Erichs kulinarisches Erbe“; abgerufen am 15. August 2019.
3. 1 2  Jensen Zlotowicz: Typisch DDR? Die Gastronomen Reinel über "Muttis Schwarm" und Gysis Vater. In: tlz.de. 23. April 2014, abgerufen am 19. August 2019.
4. ↑  Petra Gebauer: „Blutgeschwür“ gefällig? Das Comeback der DDR-Cocktails In: BILD, 25. Juni 2012; abgerufen am 15. August 2019.
5. ↑  Olivia Winter: Erfrischend: So machen Sie den Cocktail-Klassiker Grüne Wiese. In: Bild der Frau; abgerufen am 15. August 2019.
6. ↑  
Barbara Otzen, Hans Otzen: DDR Getränkebuch. 1.  Auflage. Komet-Verlag, Köln 2006, ISBN 978-3-89836-537-6, S. 127.